# Salisbury F.C.
Salisbury FC là một câu lạc bộ bóng đá chuyên nghiệp có trụ sở tại Salisbury, Wiltshire, Anh. Thành lập vào năm 2015, đội bóng hiện thi đấu tại Southern League Premier Division South.

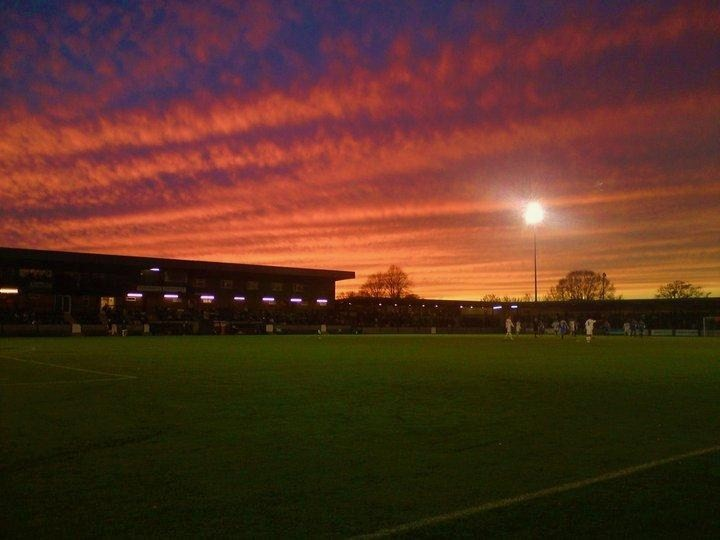
Sân vận động Raymond McEnhill

## Danh hiệu
- Wessex League Premier Division
  - Vô địch (1): 2015–16
- Southern League South & West
  - Á quân (1): 2017-18
- Salisbury Hospital Cup
  - Vô địch (1): 2016-17
- Wiltshire County Cup
  - Á quân (1): 2018-19